# Fontana (Gozo)
Fontana a Máltai-szigetcsoport részét képező Gozo legkisebb területű helyi tanácsa. Egyetlen község, lakossága 846 fő. Neve olaszul forrást jelent. Helyi - nem hivatalos - neve It-Triq tal-Għajn (a forráshoz vezető út). Mindkét nevét a Xlendibe vezető út mentén lévő forrásról (L-Għajn il-Kbira) kapta. Korábban a völgyben lévő részt ta' Santa Dminka néven ismerték.

## Története

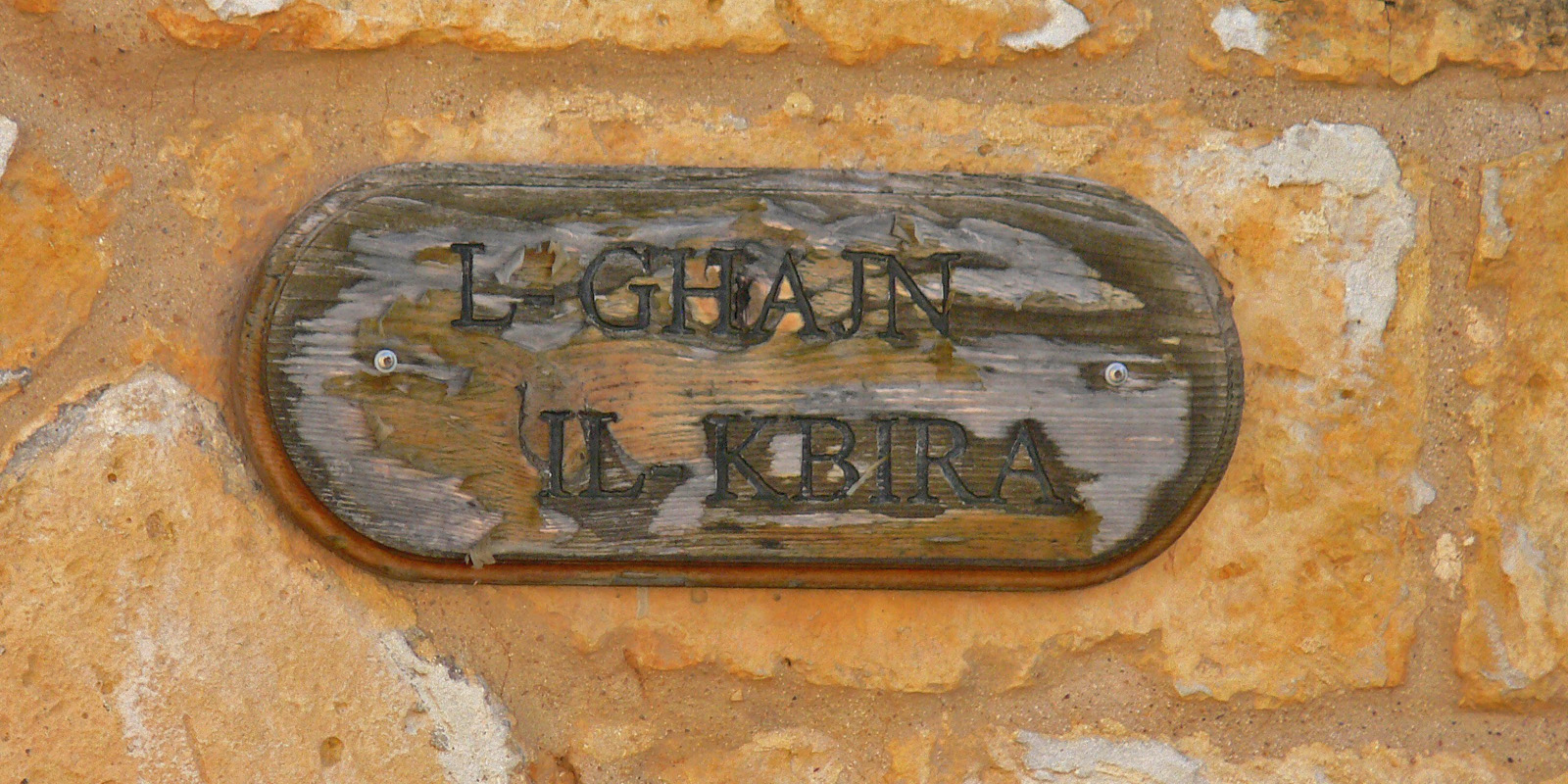
Az Għajn il-Kbira névtáblája

A település eredetileg Rabat külvárosa volt, a Xlendiben dolgozó halászok és a szomszédos Lunzjata-völgyet művelő földművesek lakták. A források jelentőségét mutatja, hogy az év nagy részében Rabat lakói is ide jártak ivóvízért. Az öt forrásból három azóta kiszáradt. Először 1373-ban említik fons magnus néven. Olasz neve, a Gran Fontana 1567-ben fordul elő először, máltai neve Jll hain chibire alakban két évvel később. 1667-ben Fontana grande néven említik Ta' Sannat részeként, akkor 14 háztartásban 68 lakosa volt. 1685-ben egy feltételezett korábbi építmény helyett árkádos mosóházat építettek a nagy forrás fölé. 1783 májusában megnyílt a San Ġiljan női kórház, amit 1866-ban átalakítottak a gozói szemináriummá. Lakói csak a 19. században kezdtek külön templom építésébe. A munkálatok 1893 januárjától 1905 januárjáig tartottak. A település 1911-ben lett önálló egyházközség. A második világháború idején komoly földalatti óvóhely-rendszer épült a forrás mellett, amely egészen a Fontanára néző dombtetőig tart. Bár eredetileg Rabathoz akarták csatolni, 1993 óta Málta 68 helyi tanácsának egyike.

## Önkormányzata
Fontanát ötfős helyi tanács irányítja. Jelenlegi, hetedik tanácsa 2013. március 9. óta van hivatalban, 3 nemzeti párti és 2 munkáspárti képviselőből áll.
Polgármesterei:
- Anthony Borġ (1993-?)
- Mario Mizzi (?-1999)
- Saviour Borġ (1999-2002)
- Valentino Cassar (2002-2005)
- Saviour Borġ (2005-)

## Nevezetességei
Legfontosabb nevezetessége az Għajn il-Kbira, a Nagy Forrás. A körülötte épült boltok miatt a turistabuszok egyik állandó állomása ez, és a környékbeliek kedvelt találkozópontja. További nevezetességei a 20. század fordulóján épült plébániatemplom, és a háborús óvóhely.
A környező patakok a ritka máltai édesvízi rák (qabru ta' l-ilma helu) egyik utolsó élőhelye.